# Calopteryx xanthostoma
La splendente ligure o Calopteryx xanthostoma (Charpentier, 1825) è una damigella della famiglia Calopterygidae (Odonata: Zygoptera).

## Descrizione
I maschi di C. xanthostoma, diversamente da C. splendens possiedono ali colorate sempre fino all'apice, e viceversa quasi mai oltre il nodo. Inoltre i maschi neosfarfallati hanno ali trasparenti, sviluppando i colori solo dopo la prima settimana da adulti.
Le femmine con il corpo verde metallico e le ali trasparenti sono virtualmente identiche a quelle di C. splendens, e sono difficili da distinguere, anche in mano.

## Distribuzione e Habitat
Questa specie sostituisce la splendente comune (C. splendens) in Europa occidentale (Francia meridionale e penisola Iberica), e l'ibridazione è piuttosto frequente nelle aree dove i due areali si sovrappongono. In Italia raggiunge il limite orientale dell'areale, ed è segnalata esclusivamente in Liguria e Toscana settentrionale. Le abitudini sono simili a quelli della congenere, ma tende a frequentare ambienti di maggiori dimensioni come fiumi e torrenti.